# 上原昭二
上原 昭二（うえはら しょうじ、1927年（昭和2年）12月7日 - ）は、日本の実業家。大正製薬名誉会長。東京府出身。

## 来歴・人物
内務省技師・土屋澄男の次男として生まれる。土屋義彦は兄。
父が急性肺炎で死去し、母・初江は子どもを残して家を去ったため、昭二は澄男の妹・小枝とその夫上原正吉の養子となる。
東京薬学専門学校（現：東京薬科大学）卒業後、1948年（昭和23年）、大正製薬所（現：大正製薬）に入社。1950年には23歳の若さで取締役に選任され、1957年に副社長、1973年に社長。1982年に婿養子・上原明に社長を譲り、会長となる。
2017年（平成29年）11月3日、昭二により寄付を受けた近代絵画コレクションを展示する「上原近代美術館」と正吉・小枝夫妻の寄付による仏教美術を展示する「上原仏教美術館」を一つにして「上原美術館」が開館した。

## 家族・親族
- 養父：上原正吉
  - 実兄：土屋義彦 （参議院議長・埼玉県知事）
    - 姪：土屋品子（復興大臣）

  - 妻：ちゑ
    - 長女：正子
    - 婿養子（長女の夫）：上原明 （大正製薬取締役会長）
      - 孫：上原茂 （大正製薬代表取締役社長）
      - 孫：上原治
      - 孫：上原健 （大正製薬代表取締役副社長）

    - 二女：吉子
    - 娘婿（二女の夫）：大平明 （大正製薬相談役、上原美術館代表理事、大平正芳の三男）

## 略歴
- 1948年4月　大正製薬所（現：大正製薬）入社
- 1950年5月　同社 取締役
- 1951年5月　同社 代表取締役
- 1971年5月　同社 代表取締役副社長
- 1973年5月　同社 代表取締役社長
- 1982年6月　同社 代表取締役会長
- 2008年6月　同社 名誉会長

## 著書
- 上原昭二『絵画に魅せられて―上原昭二とコレクション』上原近代美術館、2012年9月。ISBN 978-4763012265。